# 24 Carrots
24 Carrots is het negende studioalbum van Al Stewart. De muziekgroep rondom hem had inmiddels een naam gekregen: Shot in the Dark. Zij zouden ook een album uitgeven zonder Stewart. 24 Carrots was het laatste studioalbum dat een albumlijst zou halen. De Billboard Album Top 200 noteerde een 37e plaats als hoogste notering. Van het album werd een aantal singles afgehaald, waarvan alleen Midnight rocks het tot een hitparade wist te brengen. Het album was opnieuw opgenomen in Los Angeles (Davlen Studio), Stewart trad zelf op als muziekproducent, samen met Chris Desmond. 

## Musici
- Al Stewart – zang, gitaar, synthesizer
- Shot in the Dark, bestaande uit
  - Peter White – toetsinstrumenten, gitaar
  - Adam Yurman – gitaar, achtergrondzang
  - Robin Lamble – basgitaar, percussie, achtergrondzang
  - Krysia Kristianne – achtergrondzang
  - Bryan Savage – altsaxofoon, dwarsfluit
- Harry Stinson, Ken Nicol – achtergrondzang
- Robert Marlette – toetsinstrumenten
- Russell Kunkel, Jeff Porcaro, Steve Chapman, Beau Segal – slagwerk
- Lenny Castro – congas
- Robin Williamson – mandocello
- Sylvia Woods – Keltische harp
- Jerry McMillan – viool

## Muziek
| Nr. | Titel                               | Duur |
| --- | ----------------------------------- | ---- |
| 1.  | Running man (Stewart, White)        | 5:12 |
| 2.  | Midnight rocks (Stewart, White)     | 3:57 |
| 3.  | Constantinople (Stewart, White)     | 4:44 |
| 4.  | Merlin’s time (Stewart, White)      | 2:43 |
| 5.  | Mondo sinistro (Stewart)            | 3:07 |
| 6.  | Murmansk run/Ellis Island (Stewart) | 7;18 |
| 7.  | Rocks in the ocean (Stewart)        | 5;15 |
| 8.  | Paint by numbers (Stewart)          | 5:29 |
| 9.  | Optical illusion (Stewart)          | 3:24 |

Het album werd na de oorspronkelijke release een aantal keren opnieuw uitgegeven met een wisselend aantal bonustrack. Hieronder de bonustracks van een EMI-uitgave uit 1992, zij waren de “studiotracks” van het album Live/Indian summer:

| Nr. | Titel                     | Duur |
| --- | ------------------------- | ---- |
| 10. | Here in Angola (Stewart)  | 4:39 |
| 11. | Indian summer (Stewart)   | 3:33 |
| 12. | Pandora (Stewart, White)  | 4:37 |
| 13. | Delia’s gone (Stewart)    | 2:47 |
| 14. | Princess Olivia (Stewart) | 3:21 |